# Santiago Sánchez Sebastián
Dom Frei Santiago Sánchez Sebastián, O.A.R. (Cortes, Navarra, Espanha, 25 de julho de 1957) é um bispo católico espanhol, prelado da Prelazia de Lábrea, Amazonas.

## Ordenação Episcopal
Em 13 de abril de 2016, o Papa Francisco o nomeou Prelado de Lábrea. Dom Santiago foi Sagrado Bispo no dia 5 de junho de 2016 na Catedral Metropolitana de Manaus, tendo como Sagrante Principal Dom Sérgio Eduardo Castriani, C.S.Sp., e Co-sagrantes Dom Francisco Javier Hernández Arnedo, OAR, Dom Jesús Moraza Ruiz de Azúa, OAR, e Dom Joaquín Pertíñez Fernández, OAR.
Dom Santiago Sánchez co-ordenante principal da ordenação de Dom Jesús María López Mauleón, OAR.

## Lema Episcopal
O novo bispo tem adotado como lema do seu episcopado uma sentença do Sermão 56,5.7 de Santo Agostinho, que ilumina fielmente a ideia que movimenta sua vida religiosa e sacerdotal: “Faça-se em mim a vossa vontade, que eu não resista”.

## Brasão
A frase vai gravada no seu brasão formado por alguns elementos bem destacados: uma cruz e o livro-coração, típicos símbolos agostinianos, acima de um fundo de águas ondulantes (as águas do Purus, o rio principal da vida da Prelazia de Lábrea), e as cores verde e azul, as mais comuns na paisagem amazônica.